# Führungscontrolling
Führungscontrolling ist ein Controlling-Instrument, das eine führungsbezogene Kosten- und Leistungsbetrachtung darstellt, genauer gesagt eine Erfolgsrechnung. Das Führungscontrolling untersucht, welche Kosten Führung verursacht und welche Leistungen diesen Kosten gegenüberstehen.
Der Grundgedanke des Führungscontrolling liegt in der Gegenüberstellung von positiven und negativen Erfolgskomponenten einzelner Führungskräfte oder Führungskräftegruppen. Mit diesem noch sehr jungen Verfahren wird an die Grundidee des internen Rechnungswesens angeknüpft, das wirtschaftliche Vorgänge genauestens dokumentieren kann. Es handelt sich um eine an der Prozesskostenrechnung orientierten Kostenrechnung, womit exakt, zum Teil auch mit Kennzahlen, nachgewiesen werden kann, welches Führungsverhalten am effizientesten ist und welche Führungsstile aufgrund ökonomischer Kriterien abzulehnen sind. Es kann also anhand betriebswirtschaftlicher Ergebnisse für ein bestimmtes Führungsverhalten argumentiert werden.
Das Führungscontrolling ist als ein weiteres Instrument im Rahmen der Mitarbeiterführung bedeutsam, nicht zuletzt auch um dem Top-Management einen Einblick in die Fähigkeiten seiner Führungskräfte zu gewähren. Dieses Konzept kann deshalb als eine Variante der Management-Erfolgsrechnung betrachtet werden.
Ein weiterer Nutzen dieses Instrumentes ist die Motivation der Führungskräfte. Es erfolgt eine qualitative Bewertung der ureigensten Aufgaben der Manager, nämlich der Führungsaufgaben.